# USS Constellation (1797)
Pour les autres navires du même nom, voir USS Constellation.
L’USS Constellation est une frégate en bois à trois-mâts de 38 canons de l'United States Navy. Elle est l'une des six frégates dont la création fut autorisée par le Naval Act of 1794. Elle s'est distinguée comme le premier navire de la marine américaine à prendre la mer et le premier navire de la marine américaine à engager et à défaire un navire ennemi.
Lancée en 1797 à Baltimore, elle participe à de nombreux conflits dont la Quasi-guerre, la guerre de Tripoli, la guerre anglo-américaine de 1812, et la Seconde guerre barbaresque. Elle combat victorieusement plusieurs navires dont les frégates françaises Insurgente et Vengeance, ce qui participe à sa célébrité. Régulièrement utilisée comme navire amiral, elle effectue une circumnavigation dans les années 1840. Elle est désarmée en 1853.

## Conception et construction

### Construction

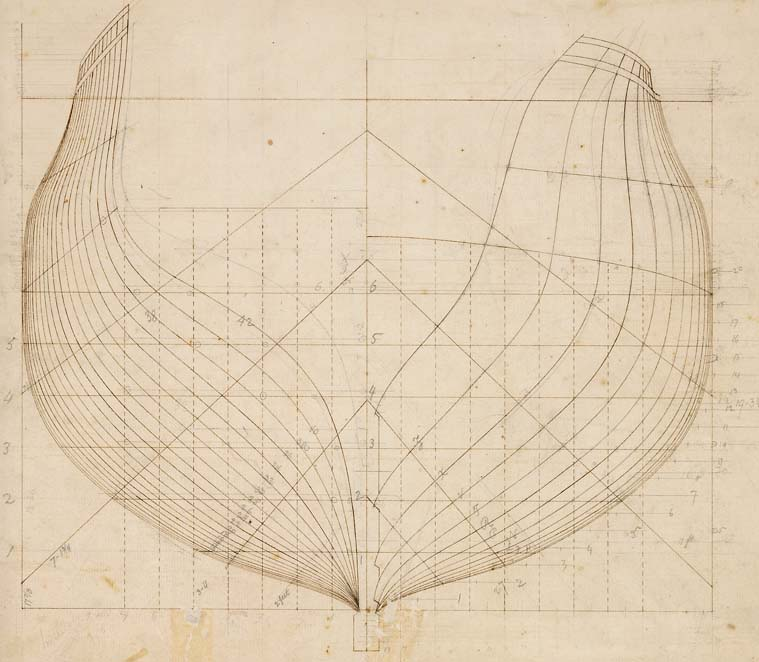
Plan de coque de la Constellation, Joshua Humphreys et Josiah Fox, 1795.

Au cours des années 1790, les navires marchands américains sont la proie des pirates barbaresques en mer Méditerranée, opérant depuis les côtes d'Afrique du Nord et plus particulièrement depuis le Maroc, Tunis, Tripoli et Alger. Pour faire face à cette menace, le Congrès vote le Naval Act of 1794. La loi prévoit des fonds pour la construction dans six ports différents de la côte est de six frégates. Cependant, cette loi comprend une clause stipulant que la construction des navires cesserait si les États-Unis venaient à signer la paix avec Alger,. Au moment de sa conclusion, en 1815, après la guerre anglo-américaine de 1812 avec la Grande-Bretagne, les États-Unis ont déjà combattu lors de trois guerres navales et amphibies brèves, mais difficiles.
Joshua Humphreys, l'architecte naval, conçoit un navire long et étroit afin de permettre l'installation d'armes très lourdes. La conception intègre un échantillonnage et des côtes spécifiques pour limiter les contraintes structurelles ainsi que l’utilisation de planches très lourdes. Cela permet de donner à la coque une plus grande résistance que celles des frégates construites plus légèrement. Humphreys développe sa conception après avoir réalisé que la jeune marine des États-Unis pourrait ne pas être à la mesure des marines européennes. Il conçoit donc ses frégates pour qu’elles soient en mesure de dominer les autres frégates, mais avec la vitesse suffisante pour échapper à un navire de ligne,,.
La frégate USS Constellation est construite d’après les plans de Joshua Humphreys sous la direction du colonel David Stodder au chantier naval d’Harris Creek dans le quartier de Fells Point à Baltimore. En 1796, le duc de La Rochefoucauld-Liancourt visite les chantiers de Harris Creek et fait une description dans son livre de la Constellation en cours de construction : « J’ai été voir la frégate des États-Unis, une de celles destinées à être finies, elle sera lancée en août. Elle m’a paru trop forte en bois dans son intérieur, mais construite d’ailleurs de ces beaux bois de chêne vert, et de cèdre, et bien faite en général. Elle est destinée à porter trente-six canons ». Elle est lancée le 7 septembre 1797, juste avant l’entrée des États-Unis dans la Quasi-guerre contre la République française révolutionnaire.

### Armement
Le Naval Act of 1794 porte sur la construction de quatre navires armés de quarante-quatre canons et deux navires à trente-six canons. Pour ces deux derniers, l’armement de la Constellation et de son sister-ship, l'USS Congress est réévalué à 38 canons grâce à leurs grandes dimensions, 164 pieds (50 m) de long et 41 pieds (12,5 m) de large,,.
Mais le classement par nombre de canons est une approximation de la réalité. En effet, la Constellation emporte parfois jusqu'à 48 canons. Les navires de cette époque ne disposent pas de batterie permanente comme les navires modernes. Les armes sont conçues pour être entièrement transportables et sont régulièrement échangées entre les navires en fonction des situations présentes. Chaque commandant est libre d’armer son navire en tenant compte de facteurs tels que le tonnage total de marchandises, la taille de l'équipage et l'itinéraire prévu. Par conséquent, l'armement d'un tel navire change souvent au cours de sa carrière et l'historique de ces modifications n'est généralement pas conservé.

## Quasi-guerre

### Combat de l'USSConstellationet de l'Insurgente

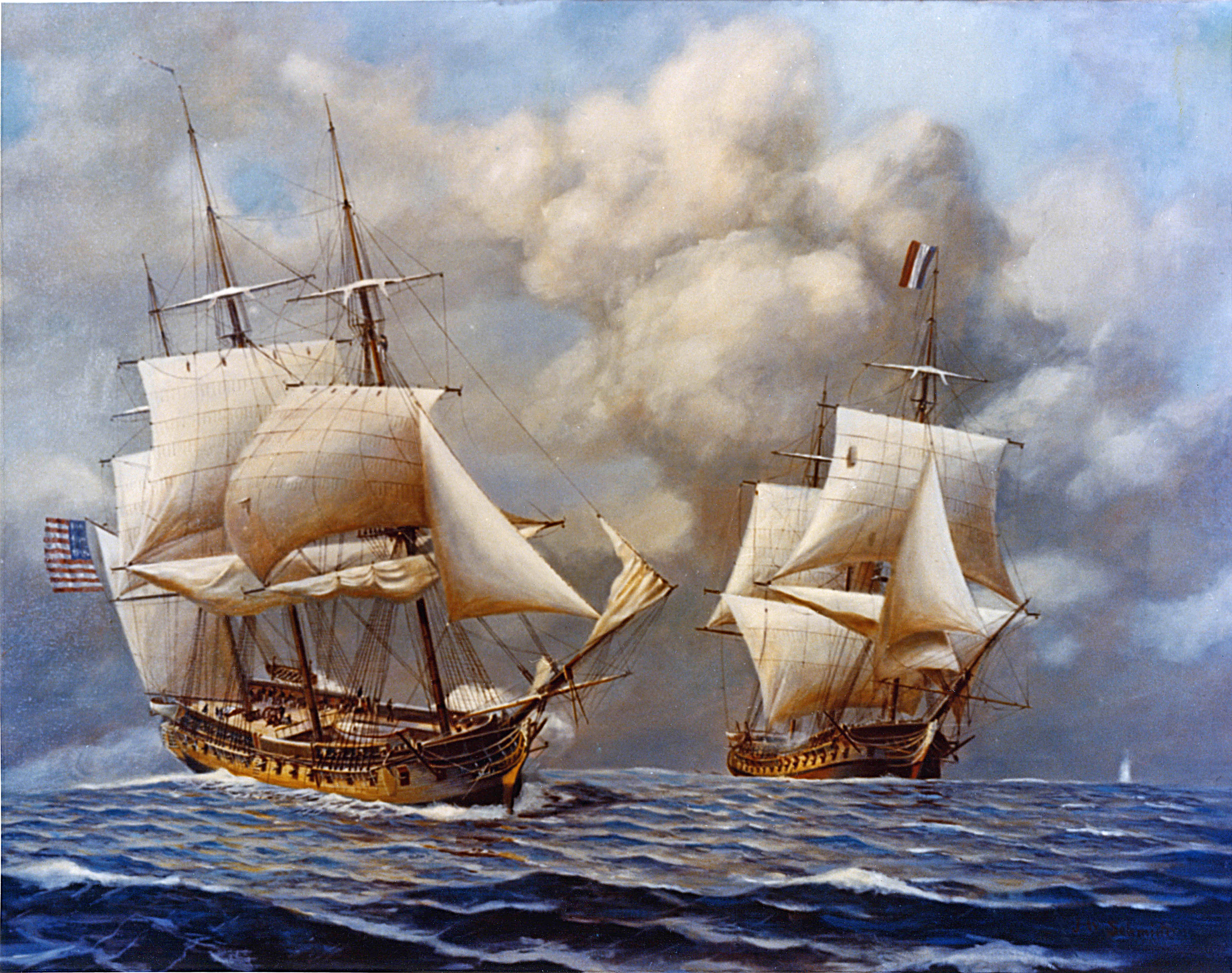
Le combat de l'USS Constellation et de l'Insurgente. Peinture de John William Schmidt.

Sous le commandement du capitaine Thomas Truxtun, la Constellation prend la mer pour sa première mission en juin 1798. Elle est chargée d’escorter des navires marchands jusqu’en août 1798. En décembre 1798, elle reprend la mer pour les Caraïbes afin de rejoindre le West India Squadron (en) chargé de la protection du commerce maritime américain. Le 9 février 1799, la Constellation affronte et capture la frégate de 36 canons l'Insurgente, l'un des navires les plus rapides de la marine française. La bataille commence vers midi à environ 18 miles (29 kilomètres) au nord-ouest de l'île de Niévès quand la Constellation repère l'Insurgente qui fait aussitôt voile pour s'éloigner. En novembre 1798, l'Insurgente avait participé à la capture de la goélette USS Retaliation (en) et trois semaines plus tôt avait une première fois échappé à l’USS Constitution alors à sa recherche. La principale activité de l'Insurgente  est la guerre de course ; elle préfère donc éviter d’autres navires de guerre et tente de fuir la Constellation. Après moins d'une heure de poursuite, le capitaine Truxtun est assez proche pour faire des signaux afin d'identifier si le navire qu'il poursuivait était britannique ou non. En l'absence de réponse, il se mit en chasse de l'Insurgente et appelle au poste de combat. Truxtun tente à nouveau de prendre contact avec le navire sans plus de succès. La Constellation donne alors toute la voile malgré un vent fort avec des rafales menaçant de déchirer une voile ou de briser un étai.
Le vent fort oblige la Constellation à ralentir, mais l'Insurgente casse son mât de hune permettant au navire américain de gagner du terrain. Le capitaine du navire français, Barreaut, ordonne alors le poste de combat. La Constellation est armée avec des canons de 24 livres, ce qui l'amène à se pencher trop en raison de ce surpoids et abandonner l’avantage du vent à l'Insurgente. Cette dernière a été réaménagée avec des canons de 18 livres lors de son dernier entretien. L'Insurgente hisse le drapeau tricolore et le capitaine Barreaut tente des pourparlers. Mais le capitaine Truxtun refuse de répondre, ses ordres étant d'attaquer tous les navires de guerre ou corsaires français.
Suivant une tactique similaire aux Britanniques, les navires de guerre américains de cette période cherchent à frapper la coque à double-charge avec chacune des pièces de 24 pièces. L'Insurgente, elle, tire sur les mats et le gréement de la Constellation. La voilure de la Constellation est réduite limitant la pression sur les parties endommagées et permettant aux mats de tenir bon. L'Insurgente est dévastée par la première bordée de la Constellation qui fait de nombreux morts et conduit nombre de marins à abandonner leur poste de combat. L'Insurgente essaie de virer et ralentit, mais cela permet à la Constellation de lui passer devant et de tirer une autre bordée. La Constellation vire alors sous le vent permettant aux deux équipages d’échanger des tirs.
L'un des canons de 24 livres de la Constellation traverse la coque de l'Insurgente. Les canons de 12 de cette dernière ne peuvent faire jeu égal avec ceux de la Constellation. Le capitaine Barreaut ne peut que constater les dégâts infligés par les boulets de 24 livres et comprend que le combat est inégal. La voilure hors service et avec beaucoup de morts et de blessés, il est contraint d'amener les couleurs marquant la première grande victoire d'un navire de la marine de guerre américaine conçu et construit aux États-Unis.

### Combat de l'USSConstellationet de laVengeance

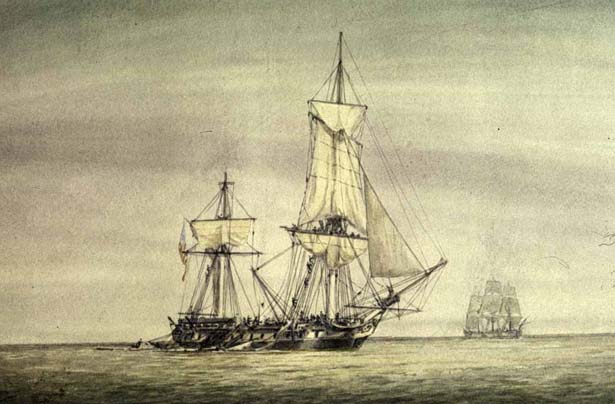
L'USS Constellation engageant la Vengeance par Irwin John Bevan (1852–1940).

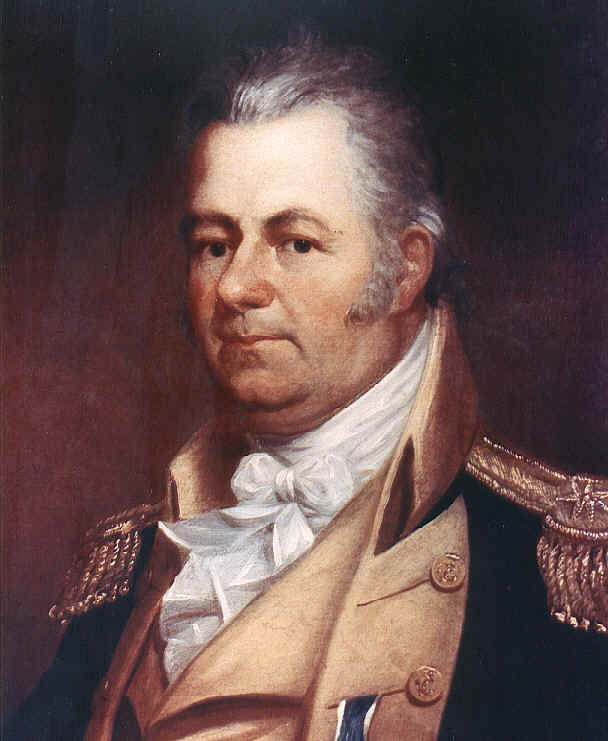
Portrait de Thomas Truxtun par Bass Otis, 1861.

La Constellation, toujours sous le commandement du capitaine Thomas Truxtun, navigue depuis l'île Saint-Christophe lorsqu'elle surprend la frégate française Vengeance (en) de classe Résistance pendant la nuit du 1er février 1800. La Vengeance est moins lourde que la Constellation, mais dispose d'une meilleure bordée cumulée avec 254 kg contre 169 kg pour le navire américain. La Vengeance tente de s’enfuir obligeant la Constellation à se lancer à sa poursuite. Une heure après le coucher du Soleil, la Constellation arrive à portée de signaux et ordonne à la Vengeance de se rendre. Cette dernière répond alors par une bordée. Après une heure d'échanges, la misaine de la Constellation  subit une avarie et doit être réparée. Le navire américain dépasse ensuite la Vengeance et la bataille s'engage, les deux navires s'échangeant des bordées en continu.
Par deux fois les navires sont suffisamment proches pour que l'abordage soit appelé sur les deux navires. La deuxième occasion est assez sanglante. Les Marines américains de la Constellation font feu laissant le pont de la Vengeance couvert de morts et des blessés, et obligent son groupe d'abordage à se mettre à couvert. À ce moment, un jeune lieutenant debout à côté du capitaine Pitot de la Vengeance a son bras arraché. Après cinq heures de combat intense, le capitaine français amène les couleurs ; la Constellation est victorieuse. Mais alors que le capitaine américain s'approche pour prendre sa prise, le grand mât tombe à la mer tuant plusieurs gabiers et immobilisant son navire. Pitot profite de la situation et pour s’échapper dans l'obscurité.
La Vengeance est tellement endommagée que son capitaine préfère échouer son navire à l'extérieur du port de Curaçao de peur de sombrer. Le commandant français réussi de justesse à sauver son navire de la capture. Malgré une bordée plus lourde, la Vengeance a tiré 742 fois durant l'engagement contre 1 229 tirs pour la Constellation. Le navire américain compte 14 morts et 25 blessés. Le nombre de victimes françaises n'est pas très clair. Les comptes officiels français rapportent 28 morts et 40 blessés, tandis que les comptes de l'État de Curaçao dénombrent la perte de 160 hommes. Le gréement et les étais de la Constellation sont si endommagé que le capitaine n'ose naviguer contre le vent et préfère rejoindre Port Royal en Jamaïque,. Mais devant l’impossibilité d’achever les réparations, elle doit rejoindre sa base sur un gréement de fortune. Après la rencontre, la vitesse et la puissance de la Constellation ont inspiré le surnom de Yankee Racehorse (le « cheval de course Yankee »). Le capitaine Thomas Truxtun est accueilli en héros et le Congrès lui remet la Médaille d'or du Congrès. Après la quasi-guerre, pris dans des vents forts et une marée descendante, la Constellation s'échoue accidentellement le 10 avril 1801 sur le fleuve Delaware et est sévèrement endommagée. Elle doit effectuer d'importantes réparations au Washington Navy Yard,.

## Première guerre barbaresque

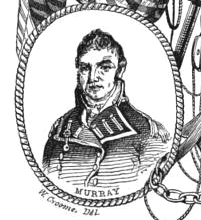
Portrait d'Alexander Murray, commandant de la Constellation, par Abel Bowen (1887).

Lors de la quasi-guerre, les problèmes récurrents avec les pirates de la côte des barbaresques sont réglés par le paiement d'un tribut afin que les navires marchands américains ne soient plus harcelés et saisis. En 1801, Yusuf Karamanli de Tripoli, mécontent du montant du tribut qu'il reçoit comparé à celui que perçoit Alger, exige le paiement immédiat de 250 000 $. En réponse, le président Thomas Jefferson envoie un escadron de frégates protéger les navires marchands américains en mer Méditerranée et faire pression pour obtenir la paix avec les États barbaresques,.
La Constellation sous le commandement de Alexander Murray qui naviguait jusque début 1802 dans les Caraïbes est envoyée en mer Méditerranée. Le premier escadron, sous le commandement de Richard Dale sur l’USS President, est chargé d'escorter les navires marchands à travers la mer Méditerranée et de négocier avec les dirigeants des États barbaresques. Faisant voile avec l'escadre du commodore Richard Valentine Morris, et plus tard, celle des commodores Samuel Barron et John Rodgers, la Constellation sous le commandement de Murray sert lors du blocus de Tripoli en mai 1802. Les Algériens envoient une petite force composée de petits vaisseaux armés propulsés par rames attaquer la Constellation. À la faveur d'une brise favorable, Murray contre-attaque avec une telle vigueur que les navires tripolitains sont obligés de fuir pour se mettre sous la protection de batteries côtières du port.
Elle croise à travers la mer Méditerranée en 1804 pour affirmer la présence américaine. Elle évacue en juin 1805 un contingent de Marines, ainsi que des représentants diplomatiques, depuis Derna en conclusion d'une opération amphibie contre Tripoli. Elle participe aussi à une opération contre Tunis qui aboutit à la paix en août 1805. La Constellation retourne aux États-Unis en novembre 1805 et s'amarre à Washington, où elle est ensuite placée en réserve jusqu'à 1812. La Constellation effectue une importante maintenance au Washington Navy Yard entre 1812-1813 où sont ajoutés des canons de 14 pouces à son arsenal.

## Guerre anglo-américaine de 1812
Avec l'avènement de la guerre anglo-américaine de 1812, sous le commandement du capitaine Charles Stewart, la Constellation est envoyée à Hampton Roads. En janvier 1813, peu de temps après son arrivée, elle est bloquée par une escadre britannique composée de navires de ligne et de frégates. Elle se dirige alors vers Norfolk et, à marée montante, elle mouille l’ancre à proximité de l'île Craney (en) afin d’appuyer la défense des forts en cours de construction sur l'île.
Cet endroit est exposé aux attaques des forces britanniques toujours positionnées à Hampton Roads et, craignant d'être pris par surprise, le capitaine Stewart engage des préparatifs défensifs. La Constellation s’ancre au milieu de l'étroit chenal, flanqué de canonnières, les accès verrouillés et les cordages ramassés pour contrer un abordage. Les filets d'embarquement, chauffés pour les rendre durs, sont ficelés à l'extérieur sur les vergues, et chargés avec de la ferraille pour être lâchés sur les attaquants. Les caronades sont chargées jusqu'à la gueule avec des balles de mousquet, et inclinés de manière à balayer l'eau près du navire. Par deux fois, une force britannique, estimée par leurs ennemis à 2 000 hommes, tente de prendre par surprise la Constellation lors de la nuit, mais à chaque fois elle est découverte par les vigies, conduisant les Britanniques à renoncer à leur attaque,.

## Seconde guerre barbaresque
Peu de temps après la déclaration de guerre américaine à l’encontre de la Grande-Bretagne en 1812, Alger profite de l’attention moindre des États-Unis pour les affaires de piraterie afin de reprendre ses interceptions de navires marchands américains en mer Méditerranée.
Le 2 mars 1815, à la demande du président James Madison, le Congrès des États-Unis déclare la guerre à Alger. Les préparatifs de deux escadrons américains commencent rapidement, l’un à Boston sous le commandement du commodore William Bainbridge, et l'autre à New York sous les ordres du commodore Stephen Decatur,. La Constellation est attachée à l'escadre de la Méditerranée sous les ordres du commodore Stephen Decatur. Elle quitte New York le 20 mai 1815 et participe à la bataille du cap Gata, le 17 juin 1815. Dans ce cadre, elle concourt à la capture du navire amiral de la marine algérienne, le Mashuda (en), sous commandement de Rais Hamidou. Avec l'aide de l'USS Guerriere (en) et de l'USS Ontario, la Constellation bombarde le Mashouda qui prend la fuite vers Alger. Cependant, les navires américains le rattrapent, et après une bordée dévastatrice, les Algériens sont contraints à la reddition,.
Après la signature des traités de paix avec Alger, Tunis et Tripoli, la Constellation demeure avec l'escadre du commodore William Bainbridge, Isaac Chauncey (en), et John Shaw (naval officer) (en) afin de faire respecter les accords. La Constellation est de retour à Hampton Roads en décembre 1817.

## Fin de service

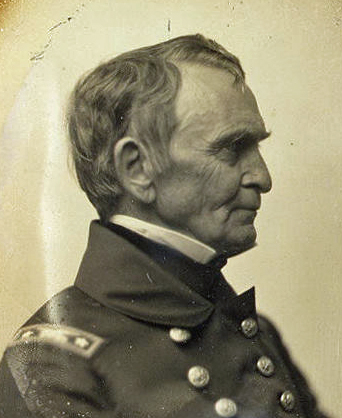
Le commodore Charles Morris vers 1850.

Du 12 novembre 1819 au 24 avril 1820, la Constellation sert de navire amiral au commodore Charles Morris stationnant au large du Brésil afin de protéger le commerce américain des corsaires et soutenir la négociation des accords commerciaux avec les pays d'Amérique du Sud. Le 25 juillet 1820, le navire navigue pour la première fois dans les eaux de l'océan Pacifique, où il est rattaché à l'escadron du commodore Charles Stewart. Il demeure à ce poste pendant deux ans et participe à la protection de navires américains au large des côtes du Pérou, une région qui nourrit les inquiétudes américaines, le pays étant en pleine guerre d'indépendance avec l'Espagne.
En 1825, la Constellation est choisie comme navire amiral du commodore Lewis Warrington (en) et sert avec le West Indies Squadron afin d'éradiquer les opérations de piraterie dans les Caraïbes. À cause d'une épidémie de fièvre jaune à Key West en Floride, Warrington déplace le port d'attache de l'escadron à Pensacola toujours en Floride, où une base permanente est établie. Les autres navires opérant avec la Constellation au cours de cette période dans les Antilles sont l'USS John Adams, l'USS Hornet, l'USS Spark, l'USS Grampus (en), l'USS Shark, l'USS Fox et l'USS Decoy (en). Warrington retourne aux États-Unis avec la Constellation en 1826,. Entre 1828 et 1829, elle rentre en maintenance ainsi qu’en 1832, 1834-1835, et 1838-1839.
En août 1829, la Constellation croise en mer Méditerranée pour protéger les navires américains et collecter les indemnités liées aux pertes subies par les navires marchands avant la paix. En route vers son poste, elle transporte des ministres américains vers la France et l'Angleterre. De retour aux États-Unis en novembre 1831, elle subit des réparations mineures avant de repartir pour la mer Méditerranée en avril 1832 où elle demeure jusqu'à ce qu'une épidémie de choléra la force à rentrer aux États-Unis en novembre 1834.
En octobre 1835, la Constellation navigue vers le golfe du Mexique afin d’aider à écraser le soulèvement séminole. Elle débarque des troupes pour soulager les garnisons de l'armée et envoie ses embarcations en expéditions amphibies. La mission accomplie, elle croise avec le West Indies Squadron jusqu'en 1838, servant une partie de cette période comme navire amiral du commodore Alexander Dallas.
La décennie des années 1840 voit la Constellation effectuer un tour du monde. Comme vaisseau amiral du capitaine Lawrence Kearny (en) et de l'East India Squadron, elle est chargée en mars 1841 de protéger les vies et les biens américains lors de la première guerre de l'opium et de faciliter la négociation de traités commerciaux. En route vers les États-Unis en mai 1843, elle empêche les îles hawaïennes de devenir un protectorat britannique. Sur la route du retour, elle fait ensuite plusieurs escales dans les ports d'Amérique du Sud.
La Constellation est placée en réserve en 1845 au Gosport Navy Yard à Norfolk, en Virginie. Elle est démolie dans ce même chantier en 1853. Dans le même temps, en juin 1853, la quille du second navire de l'US Navy à porter le nom de Constellation, la corvette USS Constellation, est posée.